# Келебердянский сельский совет (Кременчугский район)
Келебердянский сельский совет (укр. Келебердянська сільська рада) — входит в состав
Кременчугского района
Полтавской области
Украины.
Административный центр сельского совета находится в 
с. Келеберда.

## Населённые пункты совета
- с. Келеберда